# Powiat radomyski
Powiat radomyski dawny powiat guberni kijowskiej. Siedzibą był Radomyśl, znajdujący się dziś w granicach państwa ukraińskiego.

## Notka z r. 1888
Radomyski powiat utworzony w 1797 r., zajmuje północna, część gub. kijowskiej i graniczy: od północy z pow. rzeczyckim gub. mińskiej, od wschodu przedzielony Dnieprem od pow. osterskiego gub. czernihowskiej, od południa z pow. kijowskim i skwirskim, od zachodu z pow. gub. wołyńskiej: żytomierskim i owruckim i podług danych z 1881 r. ma 8429'2 w. kw. przestrzeni. Podług Stołpiańskiego radomyski powiat ma rozległości 7377 w. kw., czyli 767,265 dziesięcin, w tej liczbie: 279,519 dz. ziemi ornej, 85,189 łąk, 331,333 lasów i zagajników, 3.250 wygonów, 13,510 piasków, przeszło 30,000 błot i bagnisk, 21,500 pod wodami i zabudowaniami.
Powierzchnia powiatu w ogóle niska, błotnista, pokryta lasami, piaskami i błotami, nosi wyraźny charakter Polesia; tylko w południowej części powiatu znajdują się wzniesienia. Jezior znajduje się bardzo wiele, lecz wszystkie one są, nierozległe. Z błot ważniejsze: Botima przy miasteczku Hornostajpole, Zdwiż przy wsi Wołkowo, Kazimirowskie przy wsi Warowicze, Hlebowskie przy mczku Chabne; Błota te są, nieprzebyte, grzązkie i pokryte oczeretem. Oprócz tego w powiecie znajduje się mnóstwo błot wysychających podczas suchych lat. Obszar powiatu zroszony jest głównie rz. Teterowem (dopł. Dniepru), z licznymi dopływami i rz. U żą, dopływem Prypeci. Gleba przeważnią piaszczysta, w nizinach torfiasta, przechodzi w czarnoziem. W miejscach błotnistych znajdują się znaczne pokłady rudy żelaznej. Zaludnienie bardzo słabe, wynosi zaledwie 165,796 mieszkańców (w 1881 r.), t. j. 19'6 na 1 w. kw. (w całej gub. kijowskiej średnie zaludnienie na 1 w. kw. wynosi 51 dusz). W 1865 r. było w powiecie 152,343 mk. (74,776 męż. i 77,567 kob.). Podług wyznań było 124,929 prawosł., 2686 rozkolników, 7587 katol., 497 protest., 21,930 żydów i 3 mahometan. W 1879 r. (podług kalendarza Hm’landa) było w powiecie 23,187 żyd. (11,319 męż. i 11,863 kob). Podług narodowości: 76,313 Małorusów, 32,252 Litwinów, 9100 Polaków. Podług stanów było: 2065 szlachty dziedziczncj, 405 szlachty osobistej, 5930 szlachty drobnej, 1024 duchownych prawosł., 17 katol., 72 żydow., 29,008 mieszczan (...)”

## Miejscowości gminne powiatu
1. Brusiłów
2. Wodotyj(inne języki)
3. Wyszewicze(inne języki)
4. Horbulów(inne języki)
5. Hornostajpol
6. Iwanków
7. Kiczkiry(inne języki)
8. Korostyszów(inne języki)
9. Krasiatycze(inne języki)
10. Malin
11. Martynowicze
12. Potyjówka (Pociejówka)
13. Przyborsk
14. Rozważów
15. Stawiszcze(inne języki)
16. Strymhorod(inne języki)
17. Chabne
18. Czarnobyl
19. Szepielicze